# یان فدر
یان فدر (آلمانی: Jan Fedder; ۱۴ ژانویهٔ ۱۹۵۵ – ۳۰ دسامبر ۲۰۱۹) هنرپیشه اهل آلمان بود. وی بین سال‌های ۱۹۶۹ تا ۲۰۱۹ میلادی فعالیت می‌کرد.
از فیلم‌ها یا برنامه‌های تلویزیونی که وی در آن نقش داشته‌است می‌توان به کشتی و روح آشپزخانه اشاره کرد.